# Brookesia perarmata
Brookesia perarmata – gatunek jaszczurki z rodziny kameleonowatych (Chamaeleonidae). Jej epitet gatunkowy oznacza „dobrze uzbrojona” (łac. perarmatus – dobrze uzbrojony). Wiedzie skryty tryb życia, więc wiadomo o nim niewiele.

## Opis
Niewielki kameleon, osobnik dorosły osiąga 15,2 cm. Skóra brązowa, o odcieniu opalenizny lub czerwonobrązowa. Głowa o odcieniu opalenizny. Na grzbiecie 2 rzędy cierniowatych kolców. Podobne twory występują na głowie. Kolce tułowiowe zmniejszają rozmiar od szyi w kierunku ogona/.

## Występowanie
Zachodni Madagaskar – Tsingy de Bemaraha.

## Siedlisko
Zarośla, dno lasu, także lasy tracące liście pod wpływem chłodu.

## Pożywienie
Owady, także ich larwy.

## Rozmnażanie
Gatunek jajorodny. Inkubacja jaj trwa 2 miesiące.

## W niewoli
Istnieją doniesienia o sporadycznym rozmnażaniu się tego zwierzęcia w niewoli, aczkolwiek nigdy nie dochowano się więcej niż 2 pokoleń.

## Ochrona
Gatunek jest objęty konwencją waszyngtońską  CITES (załącznik I).